# A legszentebb könyv
A Ketáb-e agdasz, bahái írásmóddal: Kitáb-i-Aqdas (perzsául كتاب اقدس –  A legszentebb könyv) a bahái hit legfontosabb szent irata. Szerzője a vallásalapító, a perzsa Baháalláh. A mű arab nyelven íródott, de általában a perzsa címén ismeretes.
A könyv körülbelül 1873 körül íródott, azonban valószínűleg egyes részek hamarabb keletkeztek. Az Akkóba száműzött Baháalláh a kéziratot röviddel elkészülte után elküldte az iráni bahái közösségnek. 1890–91 között Bombayben adták ki az arab szöveget, amely a baháik szerint isteni kinyilatkoztatás. Ez a könyv nem csupán törvénykönyv, hanem tartalmaz etikai tanításokat is. Rendelkezik a bahái hit intézményeinek működéséről, a bahái vallási helyekről és a vezetők és hívők jogairól is.

## A könyv az interneten
- Bahá’u’lláh: A Kitáb-i-Aqdas - A Legszentebb Könyv Magyarországi Bahá’í Közösség Országos Szellemi Tanácsa, Budapest, 2001. ISBN 963 00 7269 6
- Bahá’u’lláh: The Kitáb-i-Aqdas - The Most Holy Book Bahá'í World Centre, Haifa, 1992. ISBN 0 85398 999 0

## Külső hivatkozások
- The Kitab-i-Aqdas: its place in Baha'i literature
- Compendium on the Kitáb-i-Aqdas